# Lancaster, Pennsylvania
Lancaster är en stad i Lancaster County i delstaten Pennsylvania, USA med 56 348 invånare (2000). Lancaster är administrativ huvudort (county seat) i Lancaster County.

## Kända personer från Lancaster
- Billy Bletcher, skådespelare
- Charles Demuth, konstnär
- Barbara Franklin, politiker
- Jennifer Gareis, skådespelare
- Jonathan Groff, skådespelare
- John F. Reynolds, militär
- Robert Smith, politiker
- Lloyd Smucker, politiker
- Simon Snyder, politiker
- Richard Winters, militär
- Todd Young, politiker

## Vänorter
- Bet Shemesh, Israel, sedan 1998[1]
- Sano, Tochigi, Japan, sedan 1994[2]